# Gérard Monate
Gérard Monate est un syndicaliste policier qui a été le fondateur et le dirigeant de la Fédération autonome des syndicats de police puis un membre des cabinets ministériels et un dirigeant de société d'études.

## Biographie
Gérard Monate est né le 4 août 1923 à Paris, dans une famille ouvrière du quartier de Belleville. Il est entré dès l'âge de 15 ans à l'école des mousses, au début de la Seconde guerre mondiale, puis a intégré les Forces françaises libres en Afrique du Nord et a débarqué avec elles en Provence.
Il est ensuite gardien de la paix en 1945 et s'engage dans le syndicalisme policier, avec l'ambition de "rapprocher la police des citoyens". Comme beaucoup de jeunes policiers, il est en première ligne au cours des premiers épisodes de répression sur le sol français de l'indépendantisme pendant la Guerre d'Algérie, dirigés par le  Maurice Papon, dont le plus célèbre est le massacre du 17 octobre 1961. Au risque de heurter, Gérard Monate plaide au cours de cette période pour "le droit d'interrogation indiscutable sur la légalité d'un ordre". L'opinion publique semble alors s'opposer de plus en plus à la Guerre d'Algérie. Ainsi un sondage réalisé pour l'hebdomadaire France Observateur du 7 au 16 décembre 1959 auprès de l'opinion métropolitaine montre que 57% sont favorables au princope de négociations de la France avec le FLN sur les conditions d'un référendum en cas de cessez-le-feu., avec même 17% de très favorable, et seulement 18% de défavorable, dont 13 % de très défavorable, pour 25% de sans opinion. La tendace d'augmentation du nombre des partisans d'une négociation avec le FLN avait augmenté dès mars 1959, des éditorialistes estimant que « c'est en particulier pour faire la paix en Algérie que le petit peuple des villes et des campagnes avait fait massivement confiance au général de Gaulle » . Le rôle de Papon dans ce massacre, sera par la suite grâce à son témoignage, qui cite des propos de Papon demandant aux policiers de rendre au décuple les coups reçus quelques jours avant le massacre.
Une énergie tirée de ces difficultés de son syndicat avec le pouvoir politique pendant la Guerre d'Algérie lui permet de peu à peu gravir les échelons jusqu'à parvenir à la tête du Syndicat des gardiens de la paix (SGP) à partir de 1963, le futur Unité SGP Police-Force Ouvrière, après avoir été au secrétariat dès 1960, puis de participer à la création de la Fédération autonome des syndicats de police entre 1969 et 1971, ensuite considérée pendant près de vingt ans comme le « pilier du syndicalisme policier français ». Son dirigeant est alors considéré comme « une grande figure du syndicalisme policier », soucieuse d'une « amélioration de l'image des policiers ».
En Mai 68, dans une déclaration du 22 mai, il demande au ministre de l'Intérieur de ne pas systématiquement opposer les policiers aux travailleurs en lutte. Son syndicat promeut alors la diffusion dans les commissariats, d'une lettre du préfet de police de Paris Maurice Grimaud, futur directeur cabinet de Gaston Defferre, ministre de l'intérieur du président François Mitterrand, qui souligne entre autres que "frapper un manifestant à terre, c'est se frapper soi-même en apparaissant sous un jour qui atteint toute la fonction policière". En 1981 il devient chargé de mission (1981-82) au cabinet du même Gaston Defferre.
Dès 1977, il directeur de la société Gracco (groupement d’achats de collectivités). En 1984, Gérard Monate devient « administrateur d'une société d'études du Parti socialiste » appelée Urba-Gracco, qui donne son nom au scandale qui éclate au printemps 1990, avec la révélation d'un vaste système de collecte illégale au profit de campagnes politiques des socialistes, via un réseau centralisé de financemennt conçu pour écarter le risque de corruptions individuelles mais qui se révèle à la longue illégal. Cette affaire politico-financière devient emblématique des attributions frauduleuses de marchés publics par des collectivités territoriales qui ont permis de financer de manière occulte le Parti socialiste français.
L'inspecteur Antoine Gaudino démonte au même moment dans ses enquêtes l'affaire des fausses factures de Marseille, au cours de laquelle, lui et sept responsables politiques de droite, et six socialistes apparaissent comme ayant détourné des fonds dont une partie a servi à la campagne électorale présidentielle de François Mitterrand en 1988 dont le directeur était Henri Nallet, par ailleurs garde des Sceaux aux débuts de l'enquête.
Lors de cette affaire, confronté au long silence de ses amis politiques, il accuse les dirigeants de son parti d'avoir "démissionné moralement". Il reste à la tête de ce bureau d'études pendant cinq ans. Il meurt le 17 juin 2002 à l'âge de 78 ans, à Albi (Tarn). L'affaire a causé sa condamnation en 1997 à 18 mois de prison avec sursis et 30 000 francs d'amende pour « complicité de trafic d'influence ». Il est plus tard, en février 2000, exclu de l'ordre du Mérite par un décret du président de la République.

## Publications
- La police pour qui ? avec qui ? (1972).
- Questions à la police (1974).
- Flic ou gardien de la paix ? (1980).